# 브라이언 화이트

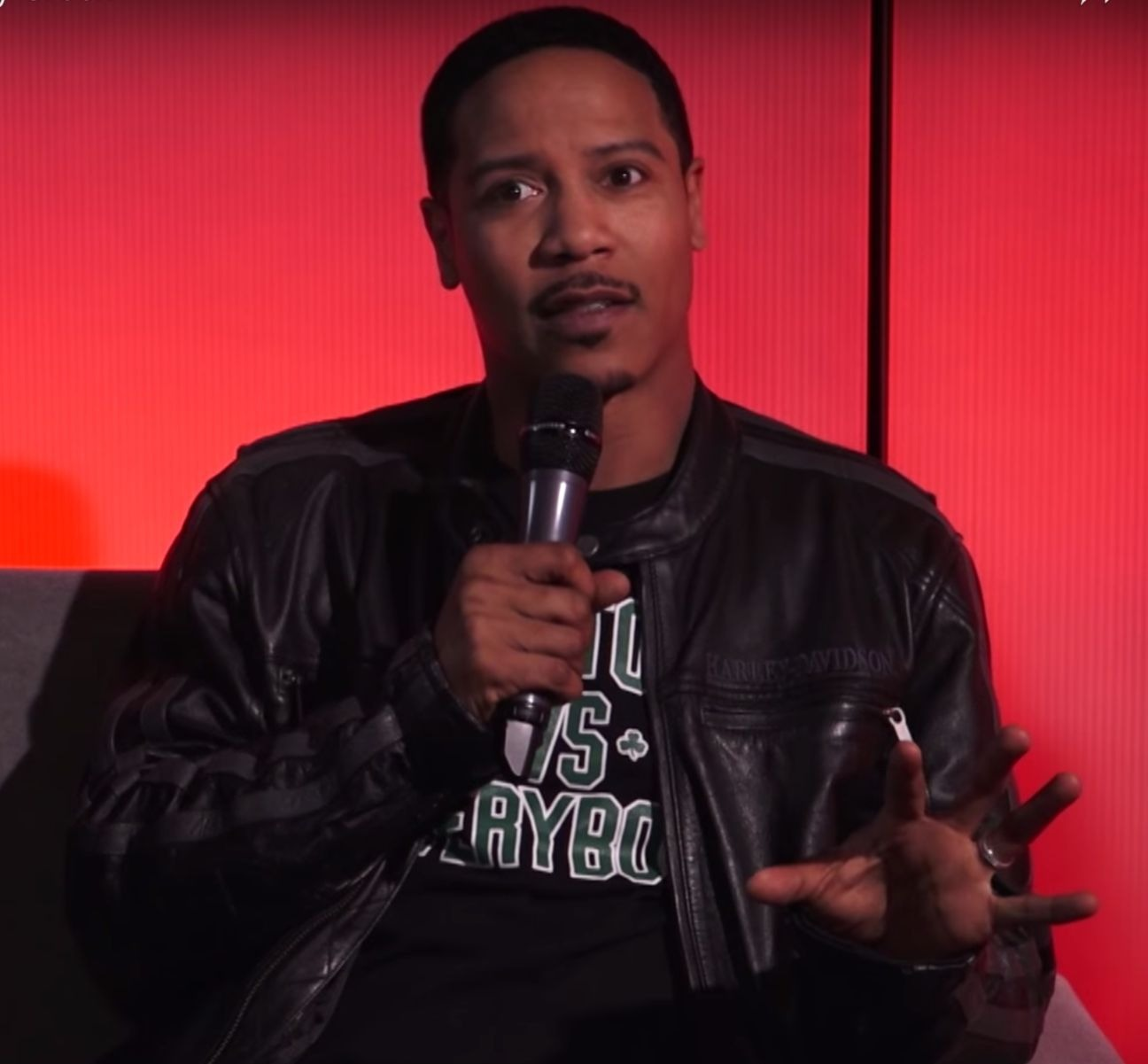

브라이언 J. 화이트(Brian J. White, 1975년 4월 21일 ~ )는 미국의 주식 중개인, 배우, 모델, 축구 선수, 무용가, 영화 제작자이다.
보스턴에서 태어났다.

## 출연 작품
- 아마추어 (2018년)
- 온리 포 원 나이트 (2016년)
- 마이 페이버릿 파이브 (2015년)
- 월터 (2015년) - 대런 역
- 나이트 비포 (2015년)
- 썸원 투 러브 (2013년)
- 굿 디즈 (2012년) - 월터 디즈 역
- 캐빈 인 더 우즈 (2012년) - 알렉스 트루먼 역
- 폴리틱스 오브 러브 (2011년)
- 멘 오브 어 서튼 에이지 (2009년)
- 아이 캔 두 배드 올 바이 마이셀프 (2009년)
- 컴 아웃 파이팅 (2009년) - 에반 헤일리 역
- 12 라운드 (2009년) - 행크 카버 형사 역
- 풋볼 와이브스 (2007년)
- 게임 플랜 (2007년) - 크리스토퍼 역
- 대디즈 리틀 걸스 (2007년)
- 스톰프 더 야드 (2007년)
- 왕의 이름으로 (2007년)
- 문라이트 (2007년)
- DOA (2006년) - 잭 역
- 더러운경찰 (2005년)
- 베니스 언더그라운드 (2005년)
- 브릭 (2005년) - 브래드 브래미쉬 역
- 우리, 사랑해도 되나요? (2005년) - 패트릭 토마스 역
- 미스터 3000 (2004년) - T-렉스 역
- The Lone Ranger (2003)

### 텔레비전
- 고스트 위스퍼러 (2007)
- 미녀와 야수 (2012-13) - 조 역
- 호스티지 (2013-14, Hostages)
- 스캔들 (2015)
- 미스트리스 (2015)